# Gruppe 1

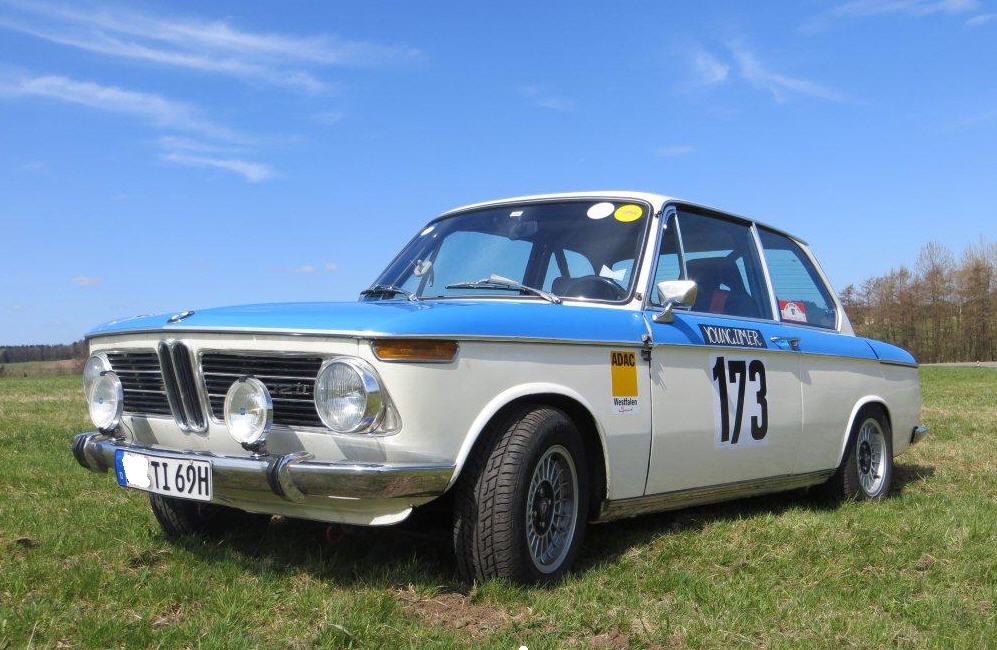
Gruppe 1: BMW 2002ti

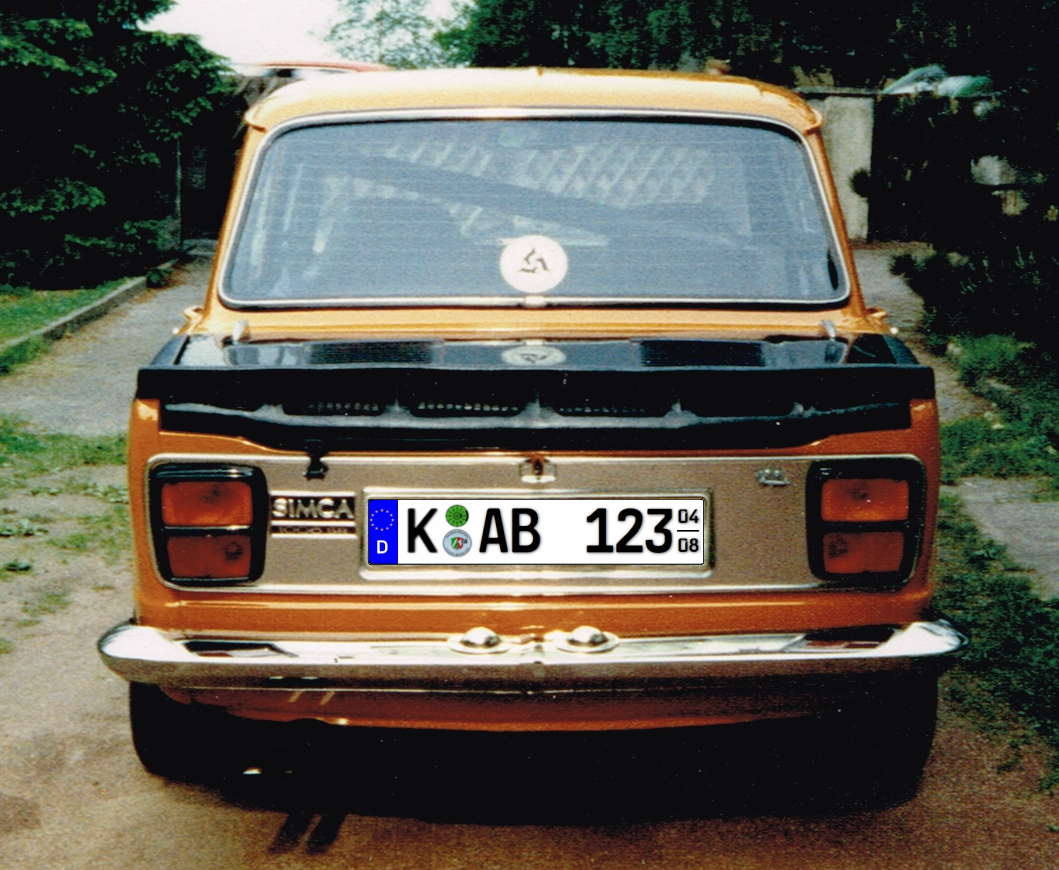
Gruppe 1: Simca Rallye II. Orange/Schwarz, Heckansicht

Die Gruppe 1 war eine zwischen den 1960ern und 1981 bestehende seriennahe Wertungsgruppe der Tourenwagen, deren Reglement von der damaligen FISA, Vorläufer der FIA im Anhang J des Internationalen Sportgesetzes definiert wurde. Im deutschen Sprachraum war auch die Bezeichnung Serien-Tourenwagen üblich.
Erforderlich war eine Stückzahl von 5.000 Autos, die innerhalb von 12 Monaten produziert werden mussten. Auch obligatorisch waren vier Sitze, deren Abmessungen im Reglement definiert waren. Bei einem Hubraum bis 700 cm³ reichten zwei Sitze. Im Rahmen des historischen Motorsports werden die Regeln der Gruppe auch aktuell noch angewendet.
Zwischen 1977 und 1981 wurde die Gruppe selbst unterteilt in 1a (restriktiver) und 1b (freier). Wurden weitergehende Änderungen durchgeführt, führte das zur Umstufung in die Gruppe 2.
Der Wortlaut der FISA-Formulierungen ist kursiv wiedergegeben. Ergänzungen wurden vorgenommen, wo es zum Verständnis notwendig ist. Bei trivial erscheinenden Definitionen und Bestimmungen wurde der Text auch gekürzt.

## Artikel 255
Der Artikel 255 im Kontext des Anhang J hatte folgenden Wortlaut:
Abschnitt III
Serien-Tourenwagen (Gruppe 1)
A r t i k e l 255 (Begriffsbestimmung):
Serien-Tourenwagen sind Tourenwagen, die in großer Serie hergestellt werden. Diese Wagen müssen an den Wettbewerben teilnehmen, ohne daß sie in irgendeiner Weise geändert wurden mit dem Zweck, die Leistungen oder die Fahreigenschaften zu verbessern. Die einzigen erlaubten Arbeiten bestehen in der normalen Wartung oder dem Austausch von Teilen, die durch Verschleiß oder Beschädigung unbrauchbar geworden sind. Die Grenzen der erlaubten Änderungen und Einbauten sind weiter unten in Art. 257 im Einzelnen erläutert. Mit Ausnahme dieser erlaubten Änderungen kann jedes durch Verschleiß oder Beschädigung unbrauchbar gewordene Teil nur durch ein Original-Teil, das genau demjenigen entspricht, das es ersetzt, ausgetauscht werden.
Bei aller Präzision, die der Wortlaut vermittelt, bleibt die Unschärfe unberücksichtigt, die dadurch entsteht, dass ein ausgetauschtes Teil für Nachprüfungen nicht mehr zur Verfügung steht. Ob also Verschleiß oder Beschädigung vorlag, ist in das Ermessen des Teilnehmers gestellt.
In der Praxis heißt das, dass auch unverschlissene Teile (Kolben) ausgetauscht werden können, um solche mit Übermaß einzubauen.

### Artikel 256 (Mindestanzahl der Fahrzeuge und Anzahl der Sitzplätze)
Wortlaut des Artikel 256:
Bei Serien-Tourenwagen müssen in zwölf aufeinanderfolgenden Monaten mindestens 5000 völlig identische Wagen hergestellt worden sein. Sie müssen mindestens 4 Sitzplätze aufweisen. Wagen mit einem Gesamthubraum von weniger als 700 ccm können vom Hersteller auch als Zweisitzer geliefert werden.

### Artikel 257 Erlaubte Einbauten und Änderungen
- Beleuchtungseinrichtungen:

Für die Fahrzeugleistung unwesentlich. Die serienmäßige Einrichtung muss vorhanden sein und darf ergänzt werden.
Im Rennsport fuhren die Fahrzeuge mit dem Mindeststandard. Im Rallyesport und bei Langstreckenrennen wurden zusätzliche Scheinwerfer montiert.
- Kraftstoff- und Ölbehälter:

Müssen der Serie entsprechen.
- Kühlsystem:

Sind für den Wagentyp verschieden große Kühler vorgesehen, so werden nur diejenigen zugelassen, mit denen die geforderte Mindestanzahl Wagen ausgerüstet worden sind.
Die Anbringung einer Kühler-Jalousie oder -Abdeckung ist erlaubt.
Fabrikat und Typ des Thermostats sind freigestellt, es darf jedoch weder weggelassen noch versetzt werden.
Erläuterung der CSI:
Die Kühler-Jalousie kann als feste Platte hinter der Kühlerverkleidung befestigt sein.
- Vergaser/Einspritz-System:

Der oder die Vergaser oder die Einspritzpumpe(n), die serienmäßig in den homologierten Wagentyp eingebaut und auf dem Testblatt vermerkt sind, dürfen nicht ausgetauscht oder verändert werden. Es ist jedoch erlaubt, die Teile zu ändern, die die Kraftstoffmenge regeln, nicht aber die für Luftzufuhr und Luftmenge. Gemeint war, dass die Düsenbestückung geändert werden durfte, nicht aber die Lufttrichter und Drosselklappe.
- Elektrische Ausrüstung:

Die Spannung der elektrischen Anlage darf nicht geändert werden. ... Die Zündspule, der Kondensator, der Verteiler, der Spannungsregler sind freigestellt unter der Bedingung, daß das Zündsystem unverändert bleibt, wie es vom Hersteller für den betreffenden Wagentyp vorgesehen ist.
Zündkerzen:
Fabrikat und Typ sind freigestellt.
- Kraftübertragung:

Für ein- und dieselbe Serie von 5000 Wagen ist folgendes erlaubt unter der ausdrücklichen Bedingung, daß es sich um unterschiedliche Möglichkeiten der Serienfertigung und des normalen Verkaufs an die Kundschaft handelt und daß dies auf dem Testblatt vermerkt ist.
- - Getriebe:

entweder 2 verschiedene Gangabstufungen ohne die Auflage einer Mindestfertigung
oder 2 verschiedene Getriebe sowohl hinsichtlich der Abstufung als auch der Gangzahl unter der Bedingung, daß jedes dieser 2 verschiedenen Getriebe in 50 % der geforderten Mindestanzahl von Wagen eingebaut ist. Die Anbringung einer Schnellgang-Untersetzung außen an dem Getriebe ist zugelassen.
- - Hinterachse:

2 verschiedene Achsantriebs-Übersetzungen.
- Stoßdämpfer:

Fabrikat und Typ sind freigestellt, ihr Funktionsprinzip ist beizubehalten. Der letzte Passus ist ohne praktische Auswirkungen, da alle eingesetzten Dämpfer hydraulische Teleskopstoßdämpfer sind.
- Räder und Reifen:

Die Räder müssen die gleichen sein, die der Hersteller an dem infrage kommenden Modell vorgesehen hat. Sie werden bestimmt durch den Durchmesser, die Breite der Felge und der Spurweite, die sie erzeugen. Heute spricht man von Einpresstiefe. Räder würde man heute als Felge bezeichnen.
Räder, die durch Aussehen und Maße differieren, können unter folgenden Bedingungen homologiert werden:
daß genügend Fahrzeuge damit bestückt sind, um die Homologierung zu rechtfertigen, daß sie in Übereinstimmung mit dem Paragraphen „Kotflügel“, Art. 253d angebracht sind. In jedem Falle müssen die 4 Räder eines Wagens zu ein und demselben Satz homologierter Räder gehören. Fabrikat und Typ der Reifen sind unter der Bedingung freigestellt, daß es sich um Reifen handelt, wie sie vom Hersteller vorgesehen sind, um ohne Zwischenlage auf die Originalräder aufgezogen werden zu können. Zugelassen sind alle Sonder- oder Zusatzvorrichtungen wie Reifenschutz gegen Platzen, gegen Schnee oder Eis.
- Bremsen:

Müssen die vom Hersteller vorgesehenen sein. Der Ersatz der Beläge, die abgenutzt sind, ist erlaubt und ihre Anbringungsart ist freigestellt, jedoch unter der Bedingung, daß sich dadurch die Bremsfläche nicht vergrößert. Scheibenbremsen sind nur erlaubt, wenn sie in der entsprechenden Mindestanzahl eingebaut und homologiert sind.
Es ist erlaubt, Zweikreisbremsen unter der Bedingung anzubringen, daß sie vom gleichen Fabrikat wie das des hydraulischen Hauptbremszylinders ist, oder vom Hersteller des Fahrzeuges vorgesehen sind.
Erläuterung der CSI:
Die Wahl des Materials für die Bremsbeläge ist freigestellt, unter dem Vorbehalt, daß die neuen Beläge Reibeflächen gleicher Abmessungen haben, also – in den Abmessungen den ursprünglichen Reibeflächen entsprechen. Für die Kupplungsbeläge gilt das gleiche.
Sofern für ein Fahrzeug serienmäßig ein Bremsverstärker vorgesehen ist, darf diese Einrichtung nicht außer Betrieb gesetzt werden.
Ein Bremsausgleichsaggregat zwischen den Vorder- und Hinterradbremsen darf nicht eingebaut werden, sofern der Hersteller den Einbau eines solchen nicht in der Serienproduktion vorgesehen hat.

#### Zusätzliches Zubehör, das durch die Homologierung nicht erfasstist
Ohne Einschränkung ist all jenes Zubehör erlaubt, das keinerlei Einfluß auf das Fahrverhalten des Wagens ausübt. Zum Beispiel
Zubehör, das der Verschönerung und der Bequemlichkeit im Wageninneren dient (Beleuchtung, Heizung, Rundfunk usw.). Zubehör, welches ein leichteres oder sichereres Fahren erlaubt (Fahrtschreiber, Scheibenwasch-Vorrichtung, zusätzlicher Scheibenwischer an der Heckscheibe, zusätzlicher Außenspiegel usw.) ist unter der Bedingung zulässig, daß es nicht selbst mittelbar die mechanische Leistung des Motors, die Lenkung, die Kraftübertragung des Bremssystems oder die Straßenlage berührt.
Alle Kontrolleinrichtungen und deren Funktionen müssen bleiben, sofern sie vom Hersteller vorgesehen sind. Es ist aber erlaubt, daß man sie verlegt, um sie besser zu erkennen oder sie besser zu erreichen, zum Beispiel Verlängern des Handbremshebels, zusätzliche Überzüge auf die Pedale aufzuziehen usw. Das Lenkrad darf sich links oder rechts befinden, vorausgesetzt, daß keine anderen Änderungen vorgenommen werden (Verzweigungen etc.), außer einer einfachen Umlegung der Lenkgestänge wie dies vom Hersteller vorgesehen und geliefert wird.
Erläuterung der CSI:
Folgendes ist statthaft:
1. Die Original-Windschutzscheibe kann durch eine andere vom gleichen Material ersetzt werden, die mit einer Heizungs- und Entfrostungseinrichtung ausgestattet ist.
2. Die ursprünglich eingebaute Heizung kann durch jede andere, vom Hersteller ebenfalls vorgesehene und im Katalog als auf Anforderung lieferbar aufgeführte, ersetzt werden.
3. Ein elektrisches Wasser-Thermometer kann durch ein normales Röhren-Thermometer und ein Manometer vom üblichen Typ durch ein anderes von höherer Präzision ersetzt werden.
4. Die Warnanlage kann ausgetauscht oder durch eine zusätzliche ergänzt werden (evtl. zur Bedienung durch den Beifahrer).
5. Die Feststellvorrichtung des Handbremshebels kann so ausgeführt werden, daß eine sofortige Lösung der Blockierung möglich ist.
...
8. Die Sitzhalterung kann geändert werden. Die Verwendung von Sitz-(Schon-)bezügen jeder Art ist statthaft einschließlich solcher, durch die eine Sitzschale gebildet wird.
9. Die Stützpunkte des Wagenhebers können verstärkt, versetzt oder vermehrt werden.
10. Den Scheinwerfern können Schutzkappen aufgesetzt werden, die keinen anderen Zweck zu erfüllen haben, als das Scheinwerferglas zu bedecken, ohne die Aerodynamik des Fahrzeugs zu beeinflussen.
- Karosserie:

Kein Teil der Karosserie (Armaturenbrett, alle Ausstattungen, ganz gleich, an welcher Stelle) darf entfernt oder geändert werden. Kein Zubehör, das in dem homologierten Wagentyp in der einfachsten Ausstattung vom Hersteller eingebaut wird, darf entfernt werden.
Erläuterung der CSI:
Bolzen und Schrauben können beliebig ersetzt und durch Splinte und Draht gesichert werden.
- Stoßstangen, Radkappen, Verkleidung:

Stoßstangen sind für alle Wagen vorgeschrieben, sofern sie vom Hersteller normalerweise vorgesehen sind. Bei Rundstreckenrennen oder Bergrennen können die Zusatzbestimmungen ein Entfernen der Stoßstangen zulassen.

## Bekannte Gruppe-1-Autos
- Alfa Romeo Giulia Super
- Autobianchi A112
- BMW 3.0 CS
- BMW 2002 ti
- Fiat 850
- Fiat 128 Berlina 1100
- Ford Escort RS 2000
- Honda N600
- Morris Mini Cooper
- NSU 1200 TT (Anmerkung: der TTS war in Gruppe 2 homologiert)
- Opel Commodore GS/E
- Opel Manta 19 SR
- Renault 8 Gordini
- Simca 1000, Rallye 1, 2 und 3